# Графенэгг (замок)
Графенэгг (нем. Schloss Grafenegg) — дворцово-замковый комплекс, расположенный в одноимённой ярмарочной коммуне, в округе Кремс (Ланд), в земле Нижняя Австрия. В средние века здесь располагался каменный замок. Свой современный вид сооружение приобрело в XIX веке. По своему типу относится к замкам на воде (хотя к настоящему времени рвы засыпаны). Наряду с комплексами Кройценштайн и Аниф является одним из самых известных дворцово-замковых сооружений эпохи романтического историзма Австрии.

## История

### Ранний период

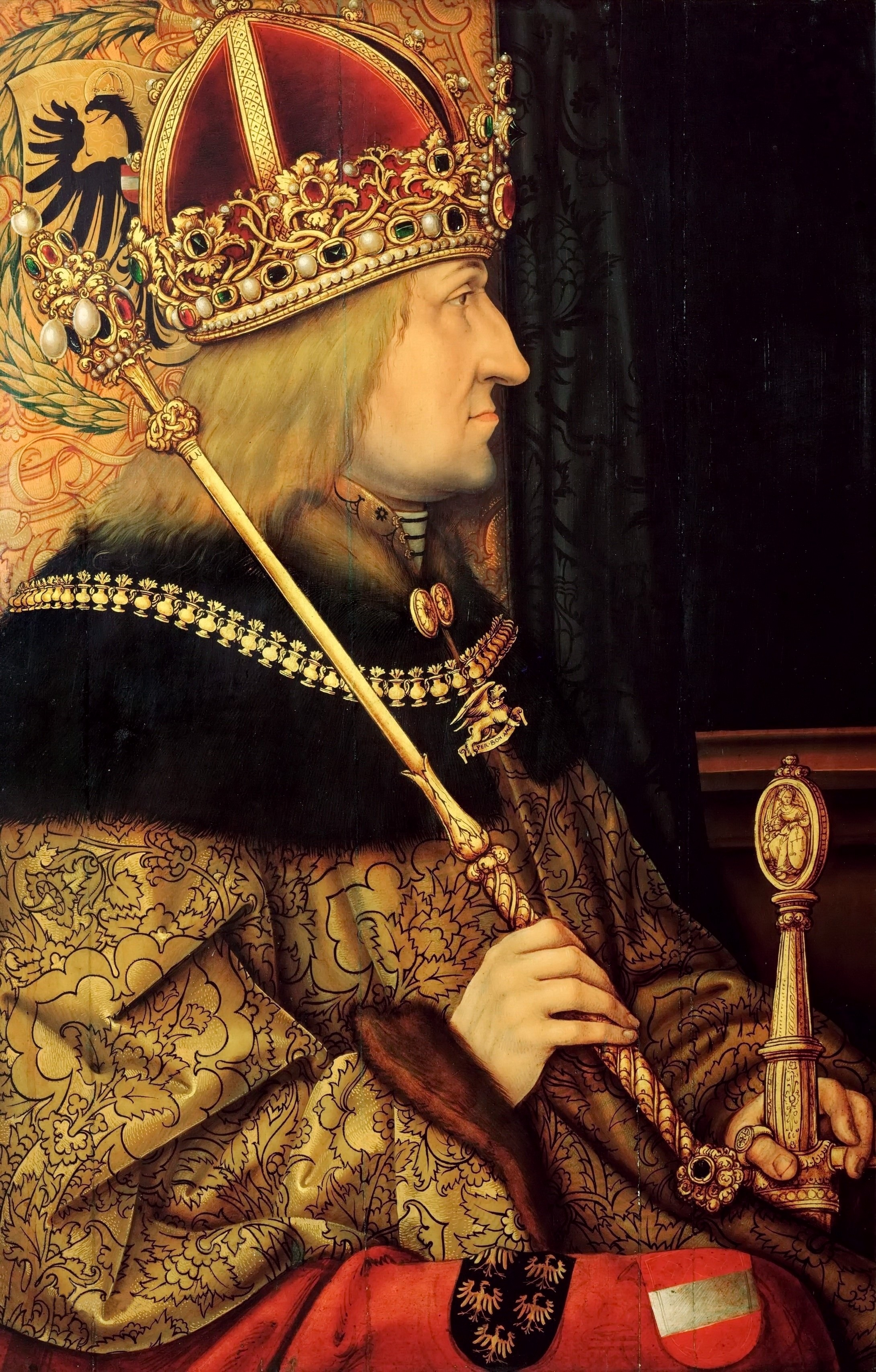
Портрет императора Фридриха III

Согласно документам XIII века в 1294 году на месте нынешнего замка существовало небольшое поселение Эсперсдорф. В то время здесь находились только дома крестьян, мельница и ферма. В 1435 года поселение окружили стеной и рвом. Известно, что в то время деревня была дворянской вотчиной (феодом), но не сохранилось имён первых владельцев. Кто-то из них решил создать здесь укреплённую усадьбу.

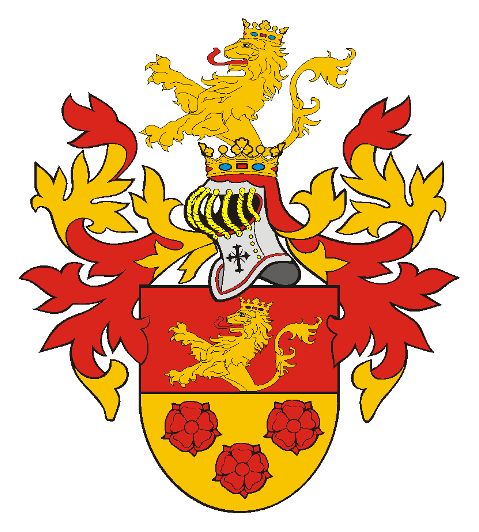
Герб рода Турцо (дворянский род)

После 1450 года имение перешло в собственность Ульриха фон Графенэгг (Ulrich von Grafenegg). По его имени будущий замок и получил своё название. Однако уже в 1477 поместье стало владением императора Священная Римская империя Фридриха III. Его сын Максимилиан I продал усадьбу Генриху Прюшенку (Heinrich Prüschenk) из рода фон Хардэгг, сын которого граф Иоганн I фон Хардегг около 1500 начал реконструкцию имения. В ходе работ возник ранний замковый комплекс. Сохранившаяся (в перестроенном виде) башня в стиле поздней готики в восточной части современного Графенэгга возведена в ту эпоху.
В 1536 году Бернхард I Турцо выкупил замок и поместье. Через два года по его приказу построили жилую резиденцию в стиле ренессанс. Новый собственник решил обосноваться в Графенэгге надолго. В итоге он стал основателем боковой ветви рода фон Турцо, ставшей именоваться фон Турцо-Граффенэгг. Однако династия пресеклась уже на сыне Бернхарда I. В 1596 году Бернхардом II скончался, не оставив потомка мужского пола. Замок достался его дочери по имени Бенигна. Она вышла замуж за Мартина фон Штаремберга, чья семья и включила комплекс в состав своих владений.

### XVII-XVIII века

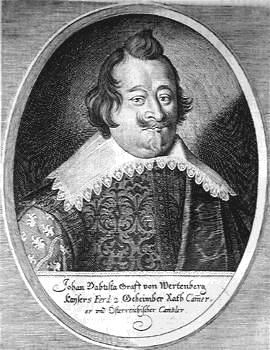
Канцлер Верденберг, Йоханн Баптист Верда фон

Штаремберги в начале XVII века решили продать замок. Затем в короткий у резиденции срок сменилось ещё несколько владельцев. Наконец Граффенэгг выкупил Йоханн Баптист Верда фон Верденберг, канцлер и доверенное лицо императора Фердинанда II и его сына Фердинанда III. Новый хозяин был очень богат и не жалел средств на масштабную реконструкцию. В период с 1622 по 1633 годами Граффенэгг перестроили в комплекс, совмещавший мощную крепость и роскошный дворец. Серьёзные фортификационные сооружения были очень уместны. Во-первых, потому, во-первых, сохранялась угроза вторжений в Австрию армии Османской империи, а во-вторых в Центральной Европе полыхал кровавый конфликт между католиками и протестантами.
Внешние укрепления представляли собой толстые стены в форме правильного прямоугольника. По углам возвели выступающие бастионы, усиленные артиллерией. Снаружи выкопали глубокие рвы, которые заполнили водой. Это крепостные сооружения (кроме рвов) благополучно сохранились до настоящего времени. Помимо крепости и дворца в 1633 году в северной части комплекса построили капеллу, посвящённую Пресвятой Троице.
Несмотря на внушительные стены и бастионы во время Тридцатилетней войны замок был захвачен шведской армией. В 1645 году здесь ненадолго разместился гарнизон из солдат-протестантов. После подписания Вестфальского мира замок вновь вернулся под контроль прежних собственников. В замке провели ремонт, вернув ему прежний вид.

### XIX век

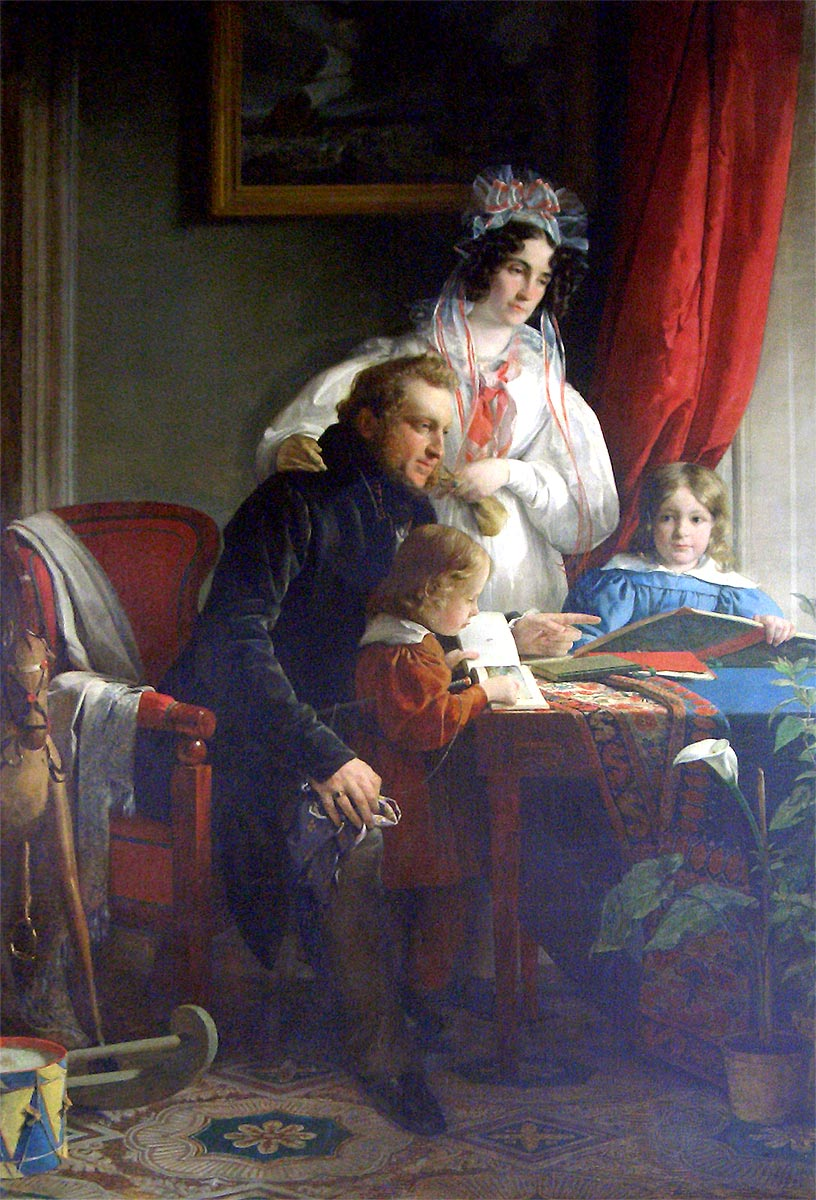
Граф Бройнер-Энкефорт, Август фон с членами своей семьи

От фон Верденбергов комплекс перешёл через замужество одной из наследниц рода к графам фон Энкефорт. Затем собственниками Графенэгга стали графы фон Бройнер. В 1813 году хозяином замка, пострадавшего в ходе Наполеоновских войн, оказался граф Август фон Бройнер-Энкефорт (1796–1877). Его сын Август Йоханн (1828–1894) решил радикально перестроить главное здание в духе романтического историзма, вошедшего в моду в cередине XIX века в Европе.
Масштабные работы продолжались несколько десятилетий и завершились только 1888 года. Изначально подготовить проект пригласили Леопольда Эрнста, прославившегося в качестве архитектора, ставшего автором реставрации собора Святого Стефана в Вене. Затем реконструкцией Графенэгга руководил его сын, Хуго Эрнст. Он внёс много серьёзных изменений в проект отца. В итоге комплекс приобрёл свой нынешний вид.

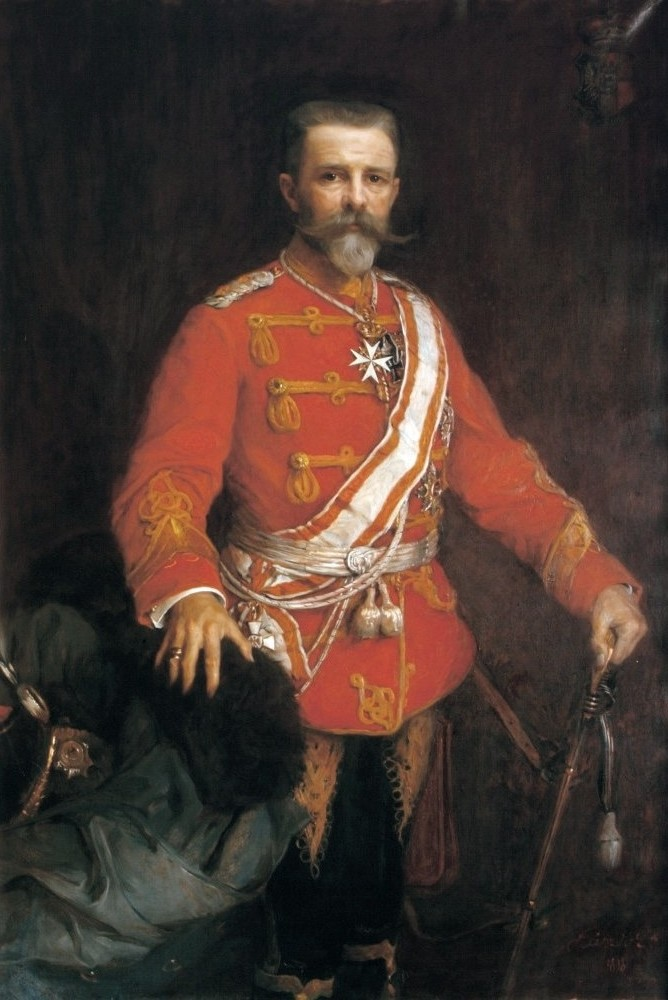
Герцог Виктор II Амадей фон Ратибор

Интересно, что во время краха венской фондовой биржи в 1873 году графы Бройнер потеряли значительную часть своего состояния. Поэтому из-за недостатка средств не были реализованы некоторые задумки Хуго Эрнста. В частности только на бумаге остался огромный купол в юго-восточной части дворцового комплекса.
Со смертью в 1894 году Августа Иоганна род графов фон Бройнер пресёкся по мужской линии. В результате замок перешёл к герцогу Ратиборскому и принцу Корвейскому Виктору II Амадею. С той поры семья фон Ратибор (младшая ветвь могущественного Дома Гогенлоэ) владеет Графенэггом.

### XX век
Весной 1945 года Восточная Австрия оказалась под контролем советской армии. После завершения Второй мировой войны эти территории ещё десять лет оставались под управлением оккупационной администрации СССР. В эти годы замок, в котором размещались советские воинские части, серьёзно пострадал. Многие ценные предметы, старинная мебель и часть книг из графской библиотеки оказались украдены или сожжены. Значительный ущерб был причинён интерьерам.

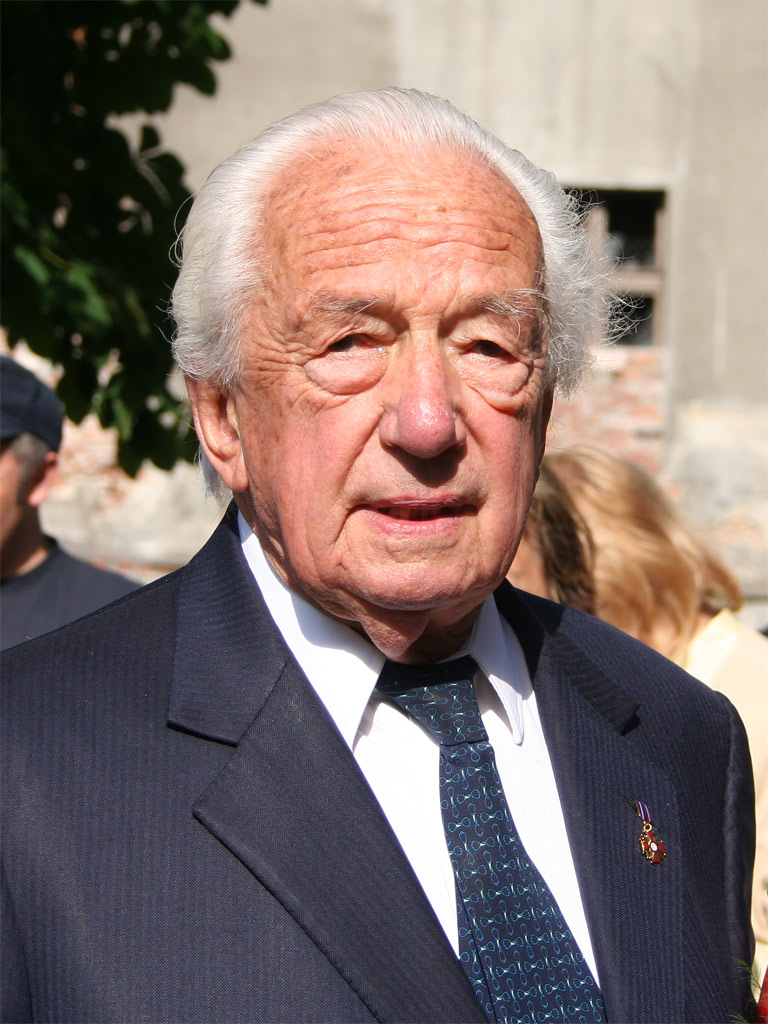
Герцог Меттерних-Шандор, Франц-Альбрехт

В 1955 году советские военные покинули замок. При поддержке федеральных властей Австрийской республики начались постепенные ремонтные и реставрационные работы. Значительный вклад в восстановление комплекса внесли управляющий замком Герхард Гроссбергер и владелец Франц-Альбрехт Меттерних-Шандор. Наконец в 1967 года замок открыли для публики.

## Современно использование

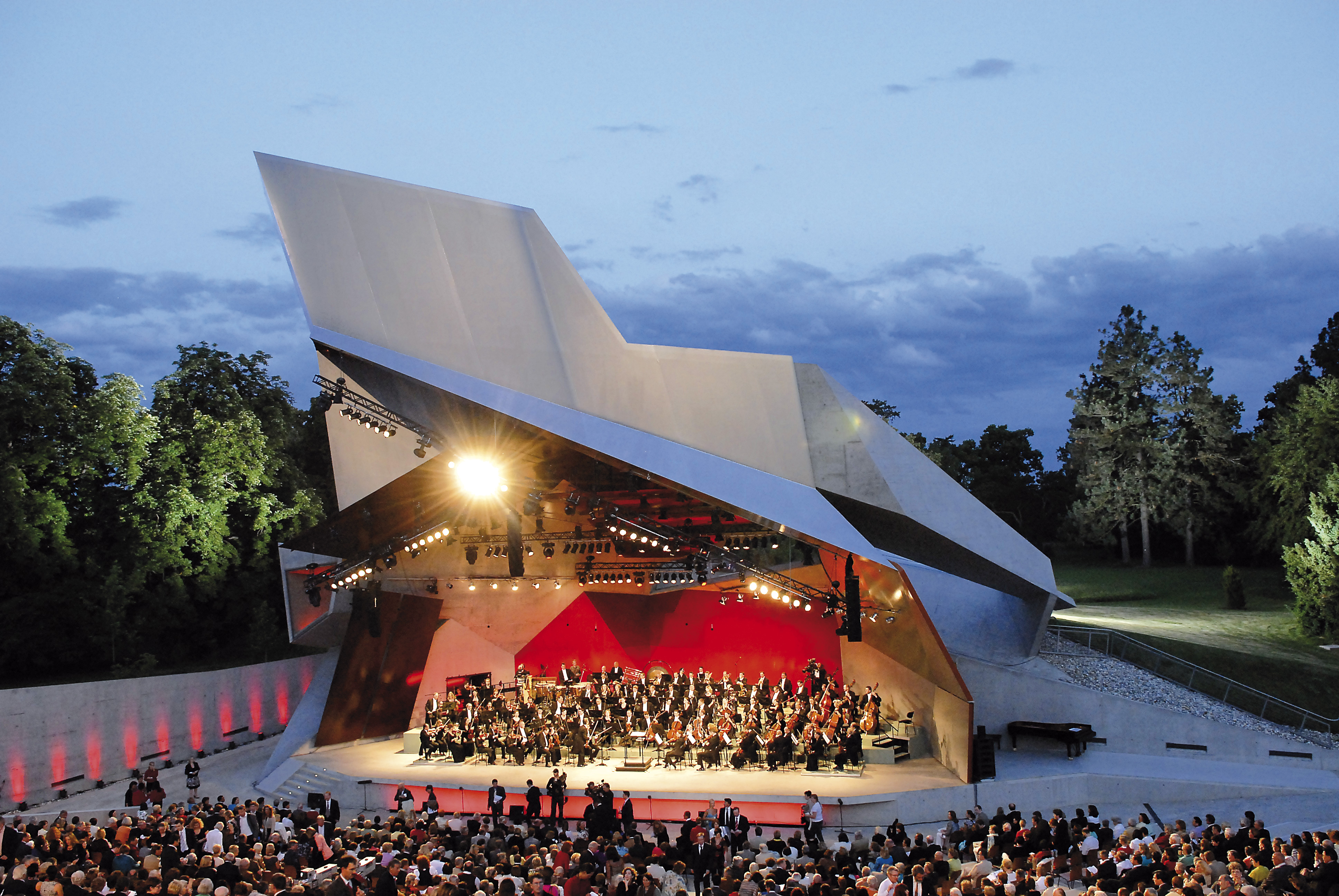
Фестиваль Grafenegg Festival

Главное здание действует как музей, в котором есть постоянные экспозиции, а периодически проходят временные выставки и концерты. Большинство помещений открыты для посещения. Имеется возможность проводить в Графенэгге научные конференции и обучающие семинары. С 1976 года в замке ежегодно проходит праздник «Адвент Графенегг». Инициатором его устроительства стал управляющий директор Герхард Гроссбергер, который 35 лет своей жизни отдал работе по реставрации комплекса и превращению его в один из ведущих культурных центров Австрии. В 1984 и 1987 годах в замке проходила состоящая из двух частей государственная выставка Нижней Австрии «Эпоха Франца Иосифа».
В приусадебном поселке функционирует школа верховой езды, замковая таверна, гостиница и винный магазин. На эстраде Wolkenturm, построенной в парке, а также в концертном зале Auditorium Grafenegg, проходит много музыкальных и театральных мероприятий. С лета 2007 года здесь ежегодно проходит фестиваль (Grafenegg Festival). Его художественным руководством много лет выступал пианист Рудольф Бухбиндер. С 2008 года замковый парк также стал местом проведения Выставки государственных садов Нижней Австрии.
Уже много лет в мае в замке проходит Выставка австрийских клубов и ассоциаций по разведению гончих собак.

## Описание замка

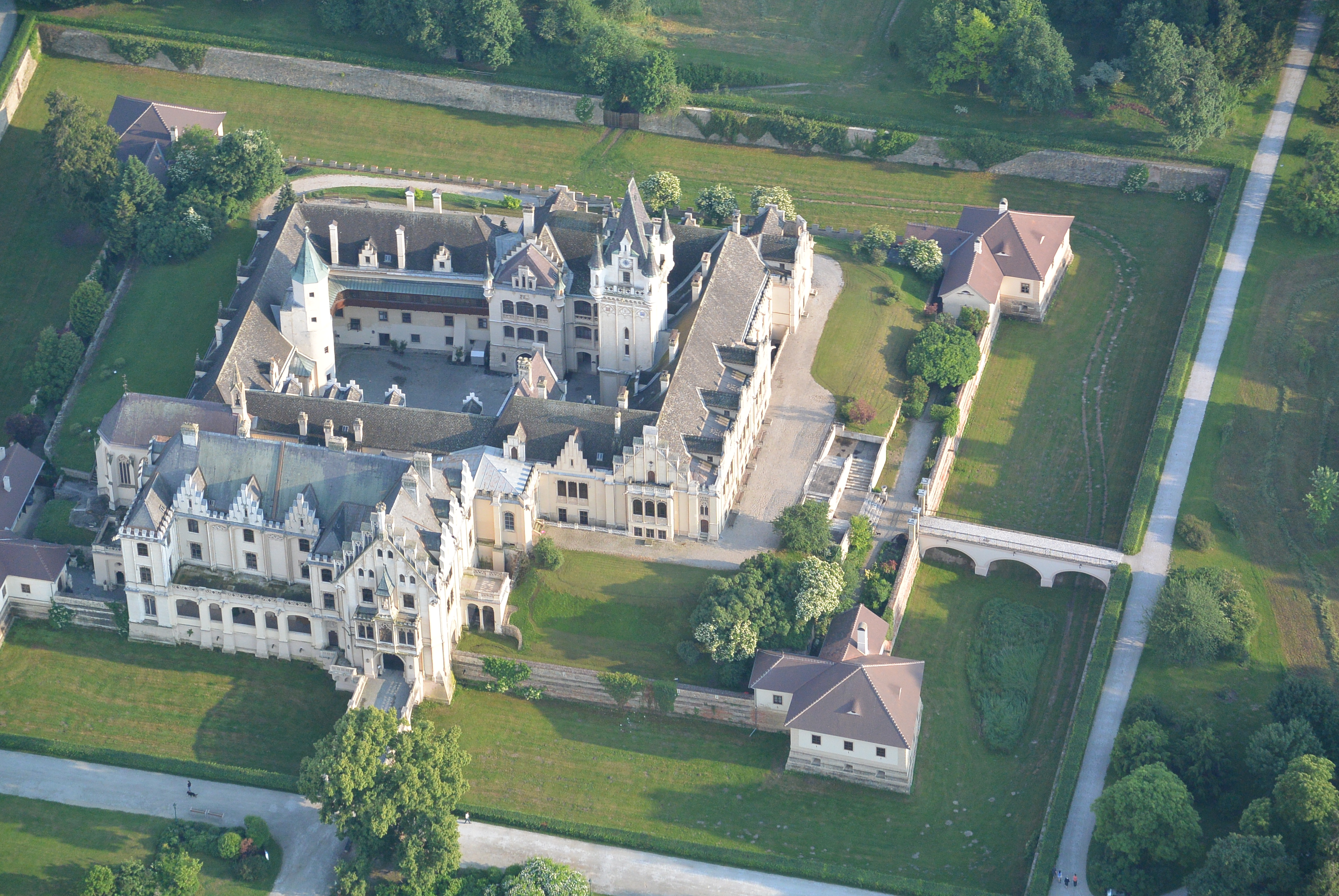
Вид замка с высоты птичьего полёта

Архитекторы Леопольд и Хуго Эрнсты в XIX веке в целом бережно отнеслась к уже существовавшим постройкам. Многие из них были включены в качестве составных частей обновлённой резиденции. Однако внешне замку приобрёл совершенно иной облик. Появились ступенчатые фронтоны, аркады и украшения фасадов в неоготическом стиле Тюдоров. В этом же ключе получило изменения и внутреннее убранство. Основное здание состоит из четырёх примыкающих друг к другу крыльев и образующих небольшой внутренний двор.

### Северное крыло, замковый мост и ворота
В северной части замка предусмотрен парадный вход. Перед ним находится изящный мост, идущий от неоготического здания ворот. Их построили в 1858 году. Прямо над входом под специальным навесом установлена статуя рыцаря. Прототипом стал граф Август Фердинанд Бройнер-Энкефорт в турнирных доспехах.

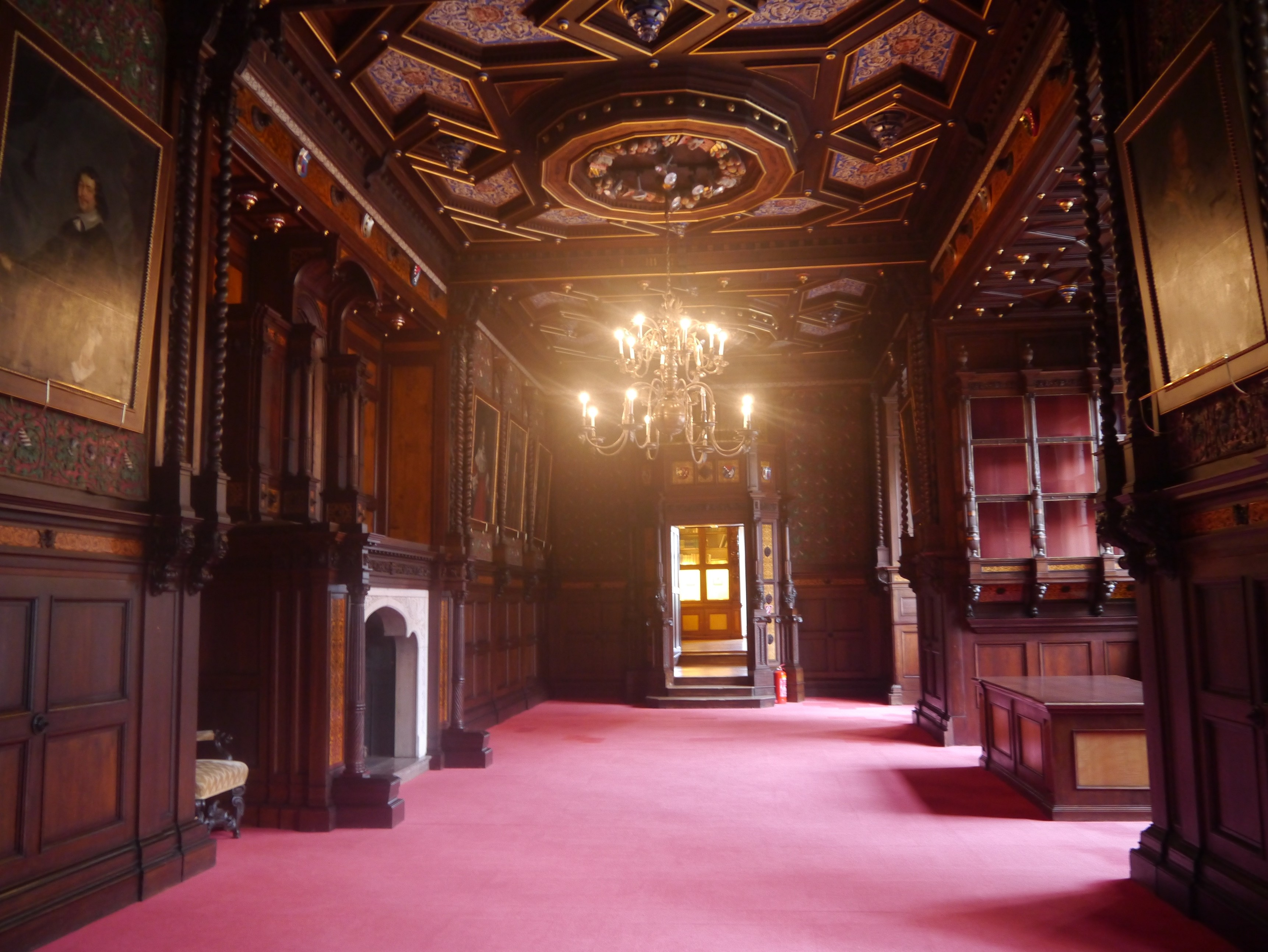
Рыцарский зал замка

Слева от входа находится замковая капелла. Её также перестроили в XIX веке. Службы возобновились в 1853 году. Внутри сохранился алтарь, созданный ещё в конце XV века. На южной стене двора часовни размещены родовые гербы всех владельцев Графенегга, от Ульриха фон Графенэгга до графа Августа Фердинанда Бройнер-Энкефорта.
Парадная лестница, большая часть которой была завершена в 1851 году, расположена в западной части северного крыла. Образцом для неё послужила лестница замка Строуберри-Хилл (недалеко от Твикнема на территории тогдашнего английского графства Мидлсекс, с 1888 года — часть Лондона).
На верхнем этаже находится Рыцарский зал. Его создали в 1851 году. Это визитная карточка замка. Здесь использованы самые ценные материалы: различные породы дерева, кожа, мрамор. Некоторые детали изготовлены из металла. Ранее вокруг камина размещались несколько рыцарских статуй в полных доспехах. К сожалению они были утрачены во время советской оккупации. Рыцарский зал отличается замечательным потолком и тремя эркерами, выходящими во двор. Фрески изображают представителей Дома Габсбургов, как светского, так и духовного звания.
В западной части здания находится Гербовый зал. Его создали в конце 1850-х годов. На деревянном потолке изображены гербы 128 предков графини Агаты Марии Бройнер, которая в 1855 году вышла замуж за Августа Иоганна Бройнера.

### Западное крыло

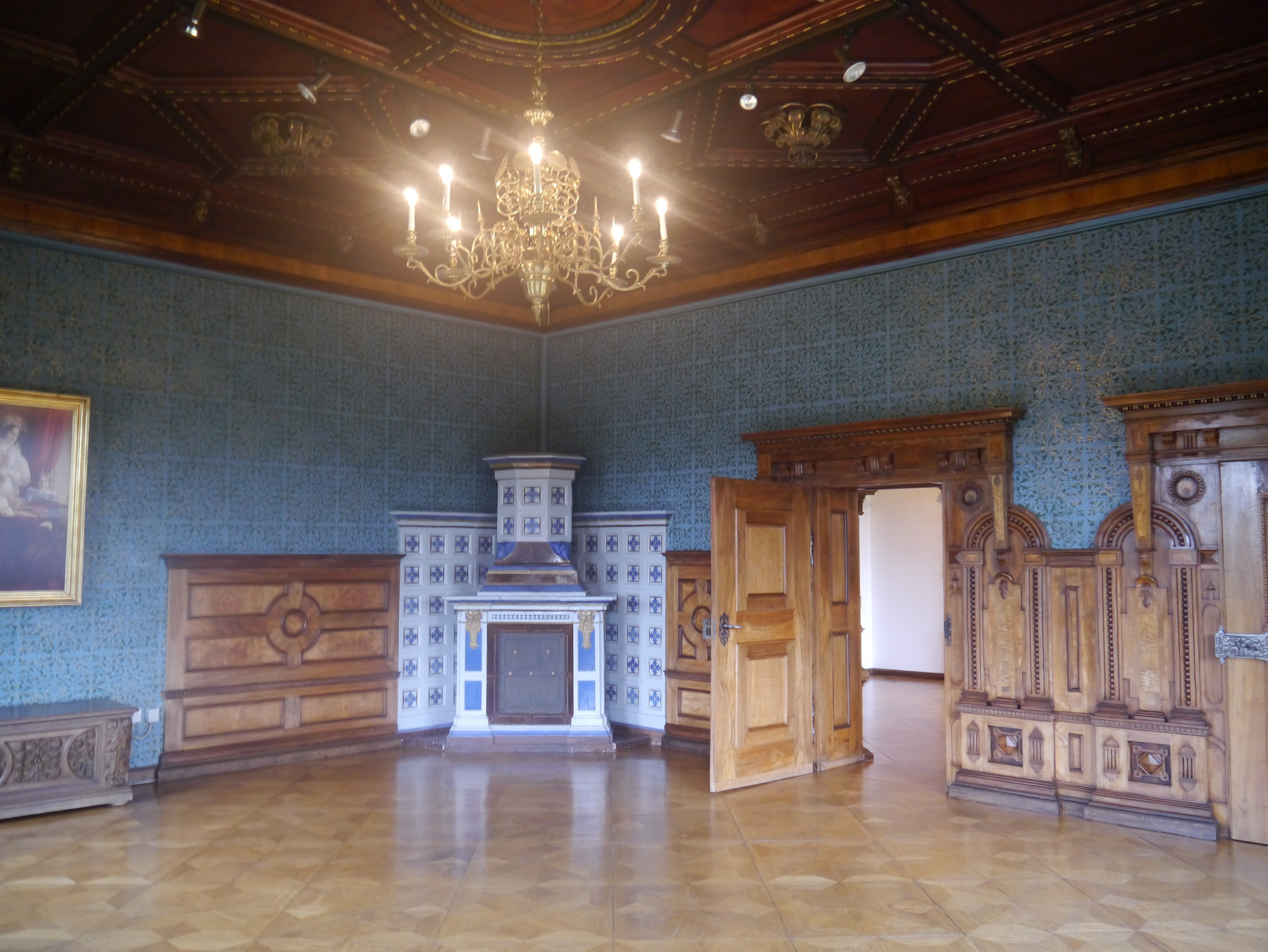
Голубой салон

На западном фасаде находится монументальная лоджия. Её строительство завершилось в 1863 году. Интерьеры украсили яркие росписи потолка и гротескные консольные фигуры. В эту часть комплекса встроена главная башня. Её венчают угловые башенки (бартизаны). Эта сооружение резко контрастирует с небольшой круглой башней, примыкающей к восточному крылу замка со стороны двора.
Все комнаты на первом этаже западного крыла богато декорированы. Здесь для отделки использовали ценные породы дерева и фигурные детали. Стены украшает резной орнамент. За исключением лоджии, в каждом помещении находится изразцовая печь.
В северо-западном углу комплекса расположены столовая. К ней примыкает Большой салон (также известный как Угловой салон). Его потолки украшены изображением рыцарей и ангелов. Образцом также стали замки Англии.
В середине западного крыла расположен Жёлтый салон (или Дамский салон), Туалетная комната (или Малый салон) и ванная комната. Рядом находятся спальни, а в юго-западном углу — рабочий кабинет графа, который часто называют Голубым салоном из-за особенностей настенной росписи и великолепной обшивки. Строительство всех этих помещений завершилось в 1866 году.

### Восточное и южное крылья

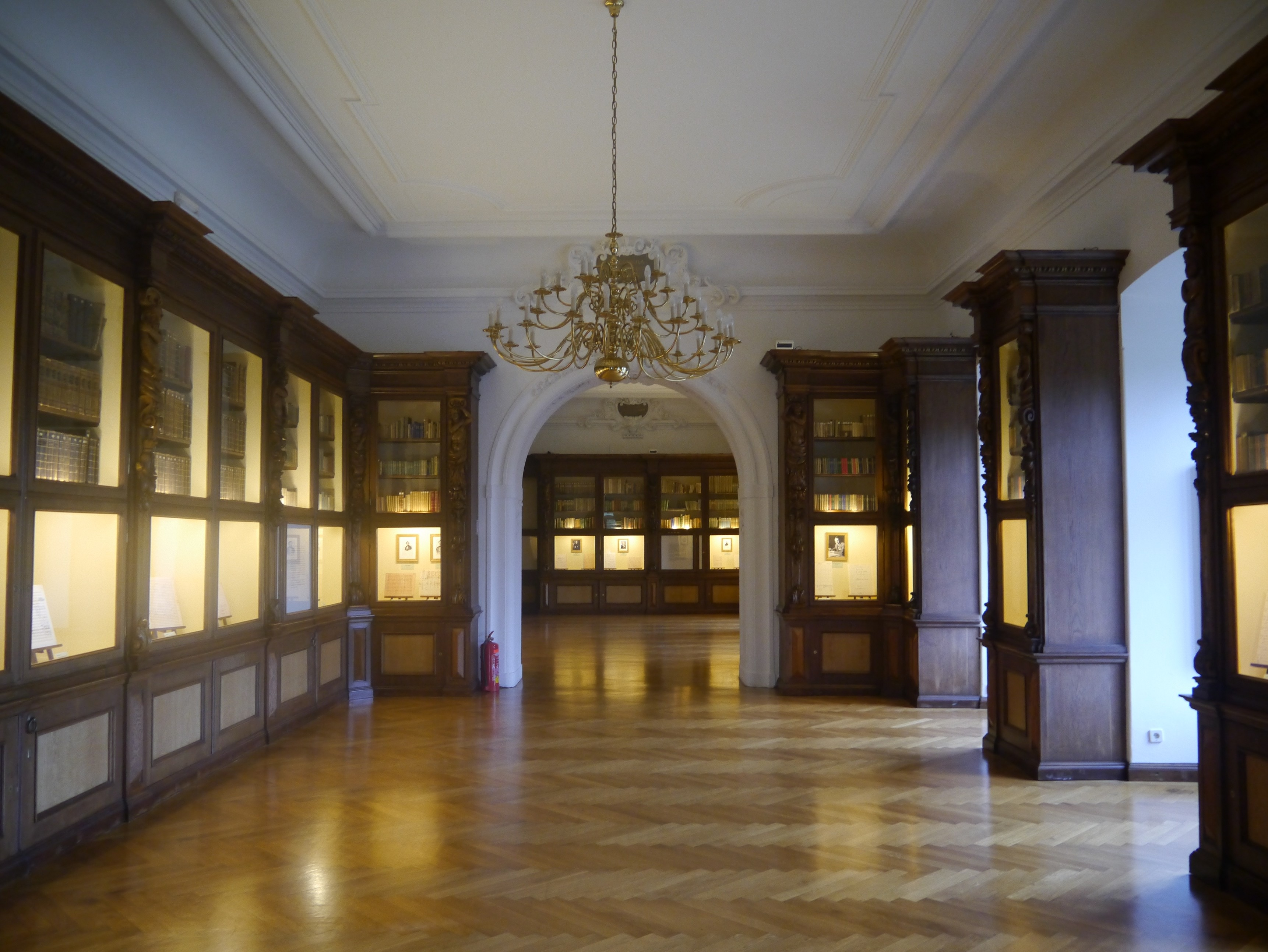
Библиотека замка

Реконструкция этих зданий завершилась позже остальных. Работы закончились только к 1888 году. При этом внешний восточный фасад, созданный ещё в XVI веке, архитекторами оставлен практически без изменений. Также в восточном крыле расположена библиотека, состоящая из трёх крупных помещений, образующих анфиладу. Отделка интерьеров сделана в стиле необарокко. В юго-восточном углу находится так называемый Садовый зал, спроектированный Хуго Эрнстом.

## Замковый парк

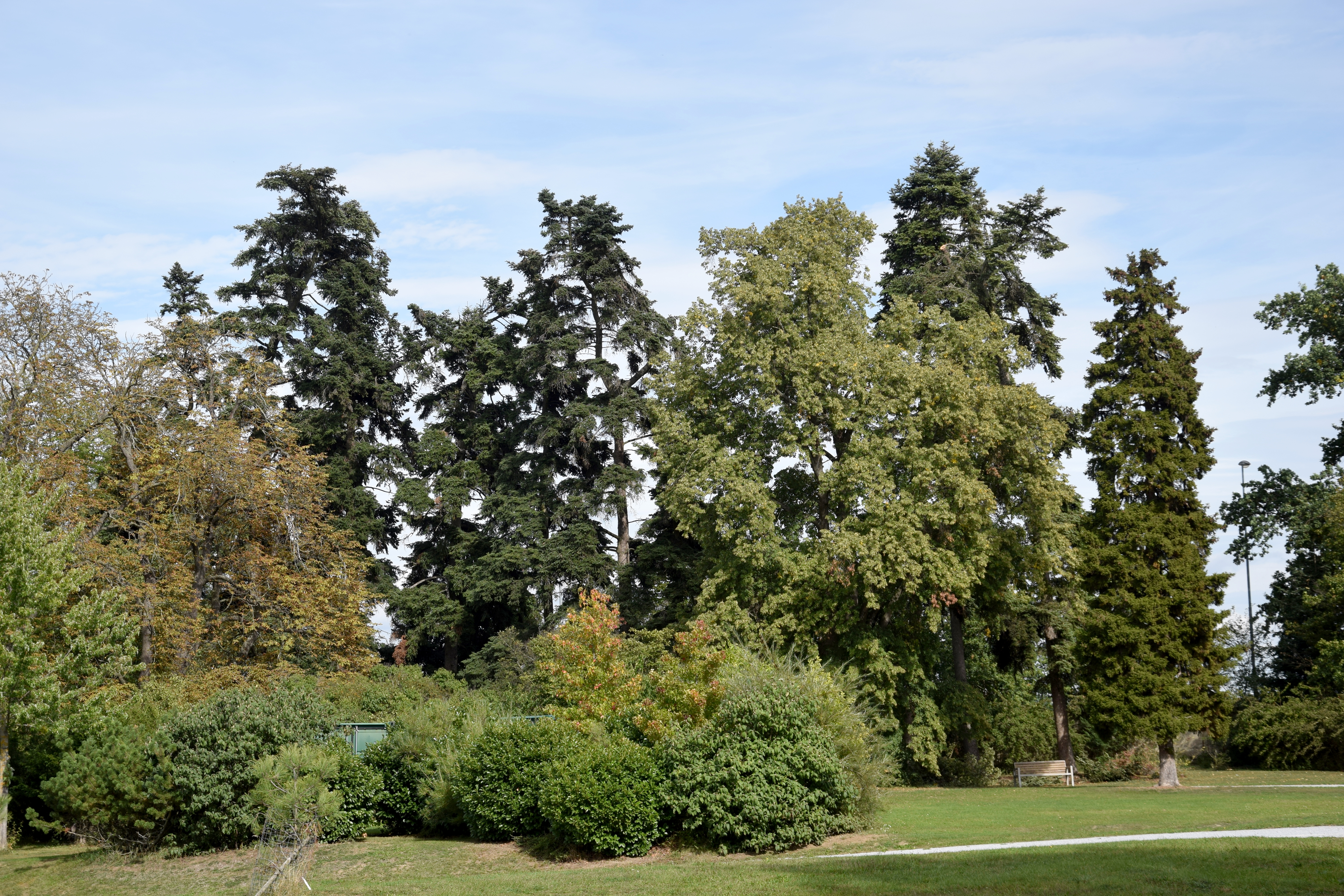
В замковом парке

Замок Графенэгг окружён со всех сторон прекрасным пейзажным парком. Его площадь достигает 32 гекторов. По краям сохранились хозяйственные постройки. Парк украшен многочисленными скульптурами. Кроме того, ранее имелся декоративный сад в стиле барокко. Правда, от него остались только руины театрального павильона и фигура Геркулеса, побеждающего быка.
Первый парк был разбит ещё в самом начале XIX века. Тогда граф Август распорядился снести часть хозяйственных построек и на их месте создать романтический пейзажный сад. Затем сад реконструировали в стиле Английского парка и устроили дендрарий. На протяжении десятилетий здесь высаживали многочисленные экзотические растения. Особенно владельцы любили хвойные посадки. В парке можно обнаружить деревья 175 различных видов хвойных пород. Всего же в парке произрастает более 2000 деревьев. Возраст некоторых их них превышает 250 лет. Парк является одним из важнейших памятников садовой архитектуры Австрии и упоминается в списке охраняемых памятников культуры.
В 2007 году в парке к востоку от замка построили «Облачную башню» (Wolkenturm) — сцену под открытым небом на 1700 мест. Этот объект спроектировали архитекторы Мария-Тереза Арнонкур, Эрнст Джон Фукс и ландшафтные дизайнеры из бюро Land insicht. Сооружение совмещает в себе элементы амфитеатра, концертной площадки и современного театра, изящно встроенных в старинный парк.

## Усадебное поселение
На северной окраине парка находится комплекс Gutshofsiedlung, группа старинных домов, внесенных в список памятников архитектуры. Среди них — сторожка, крупный бывший склад, различные одноэтажные хозяйственные постройки, мельница, нескольких жилых домов, особняк управляющего и бывшая молочная ферма.
В 2008 году этот ансамбль был расширен за счёт компании Grafenegg Auditorium. Появился концертный зал, спроектированный архитекторами студии Architekt Ralf Schulte-Ladbeck при поддержке звукорежиссёра Карлхайнца Мюллера. Площадка отличается уникальной акустикой. Помещение вмещает до 1300 слушателей. Стеклянное здание необычной формы отличается смелым дизайном.

## В массовой культуре
Графенэгг не раз служил декорацией для съёмок художественных фильмов и сериалов.
- 2012 год. В замке снимали телефильм «Маленькая леди».
- 2019 год. Здесь проходили съёмки нескольких сцен сериала «Венская кровь[нем.]». Главное здание служило Военной академией Святого Флориана.
- 2019 год. В Графенегге снимались эпизоды фильма «Дом лжи[нем.]» телеканала ORF.
- 2019 год. Здесь проходили съёмки фильма «Огненный дьявол Вены» телеканал ARD.
- 2019 год. В резиденции снимали телесериала «Слепая решимость[нем.]».
- 2019 год. Графенэгг стал площадкой для съёмок фильма «Школа волшебных животных[нем.]».

## Галерея

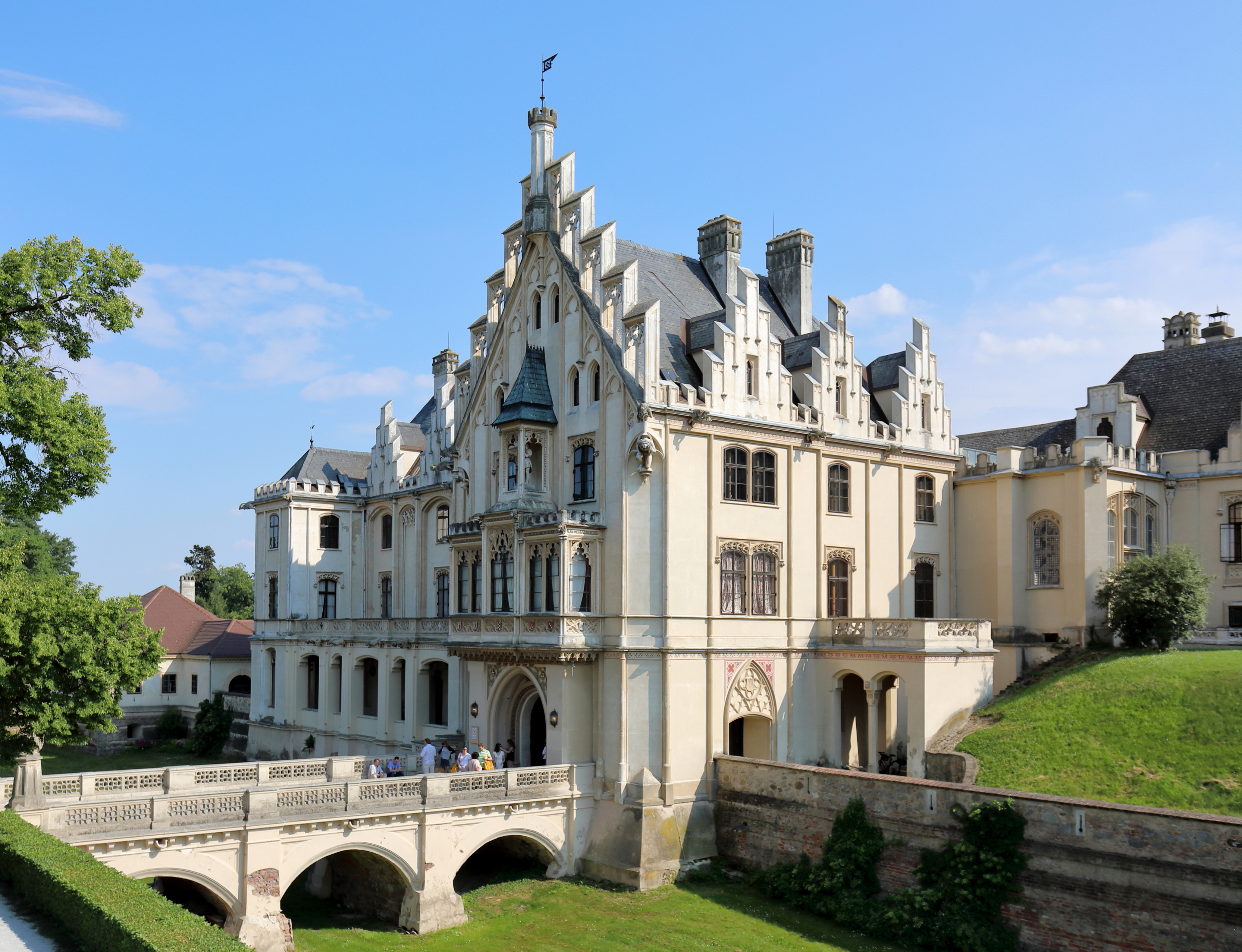
Мост, ведущий в замок
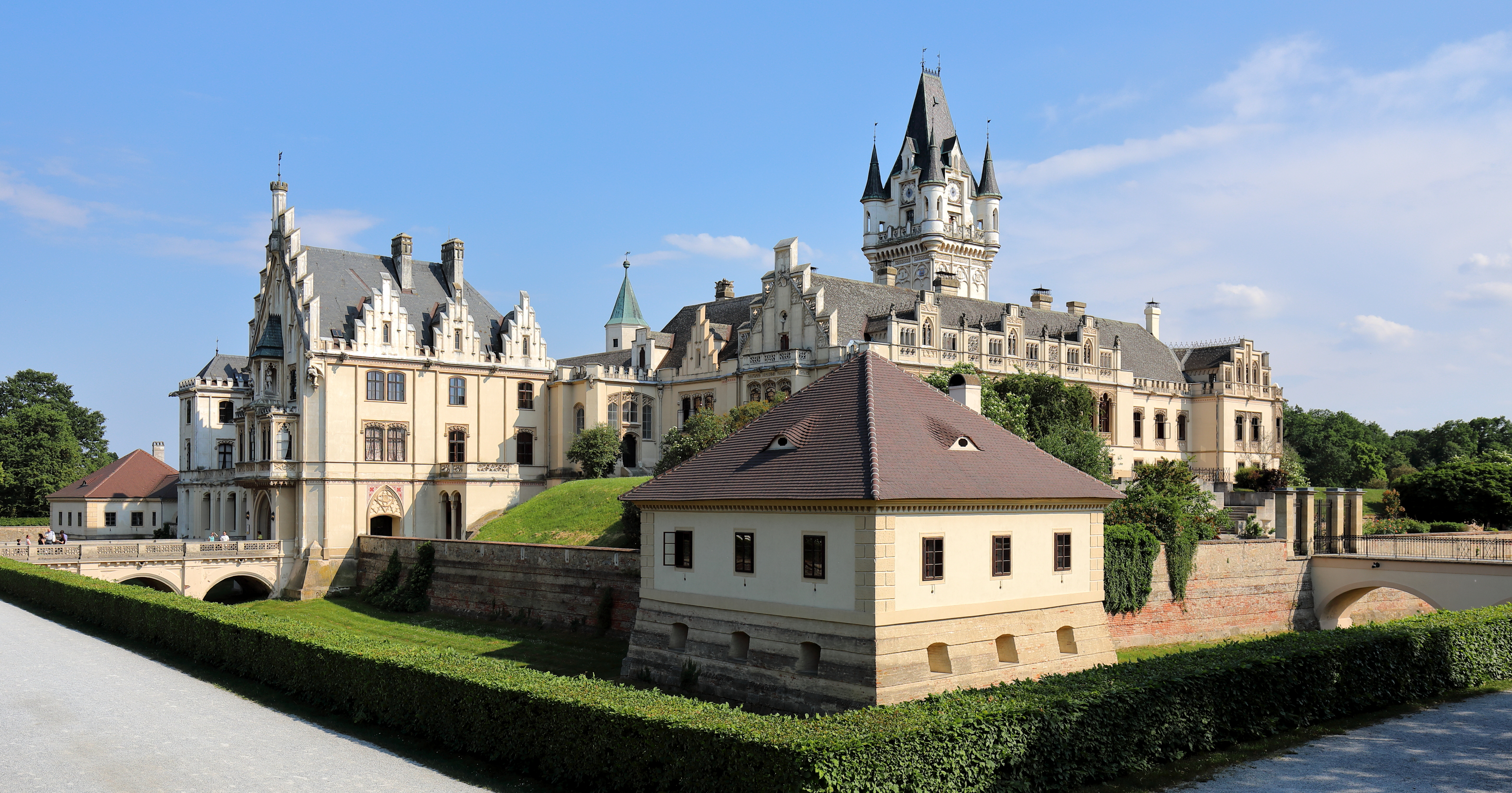
Вид замка с северо-запада
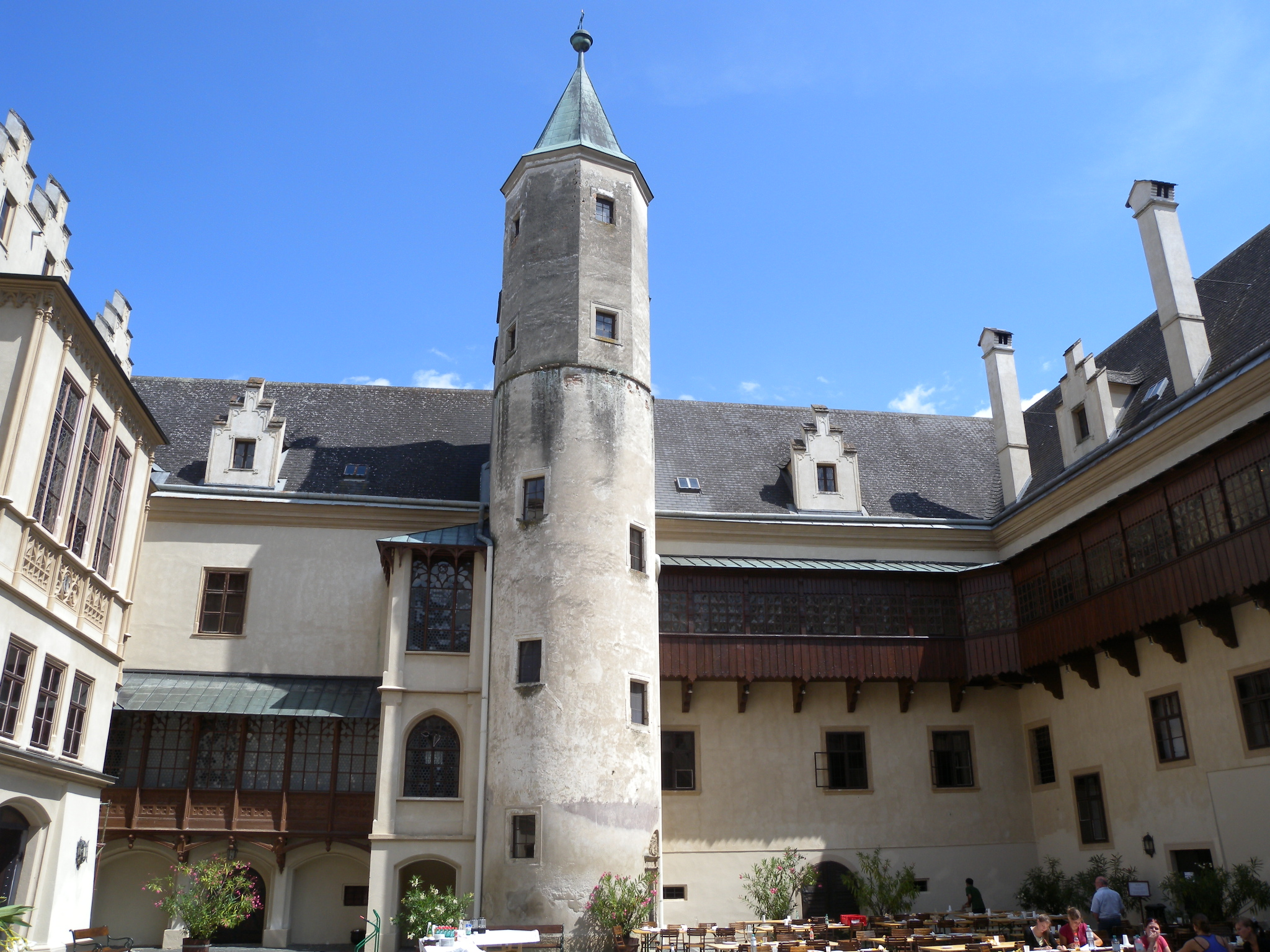
Лестничная башня во внутреннем дворе
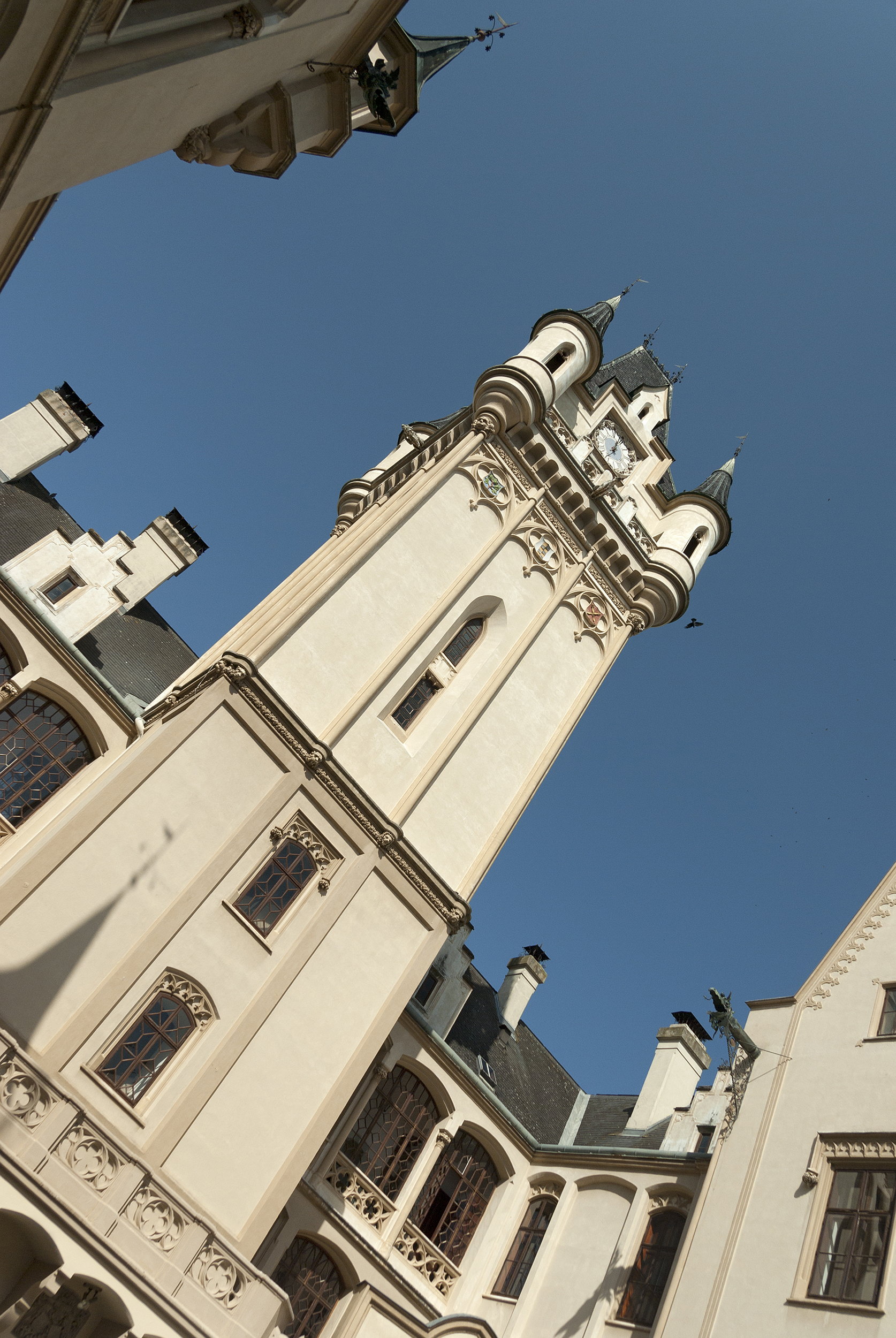
Главная башня (бергфрид)
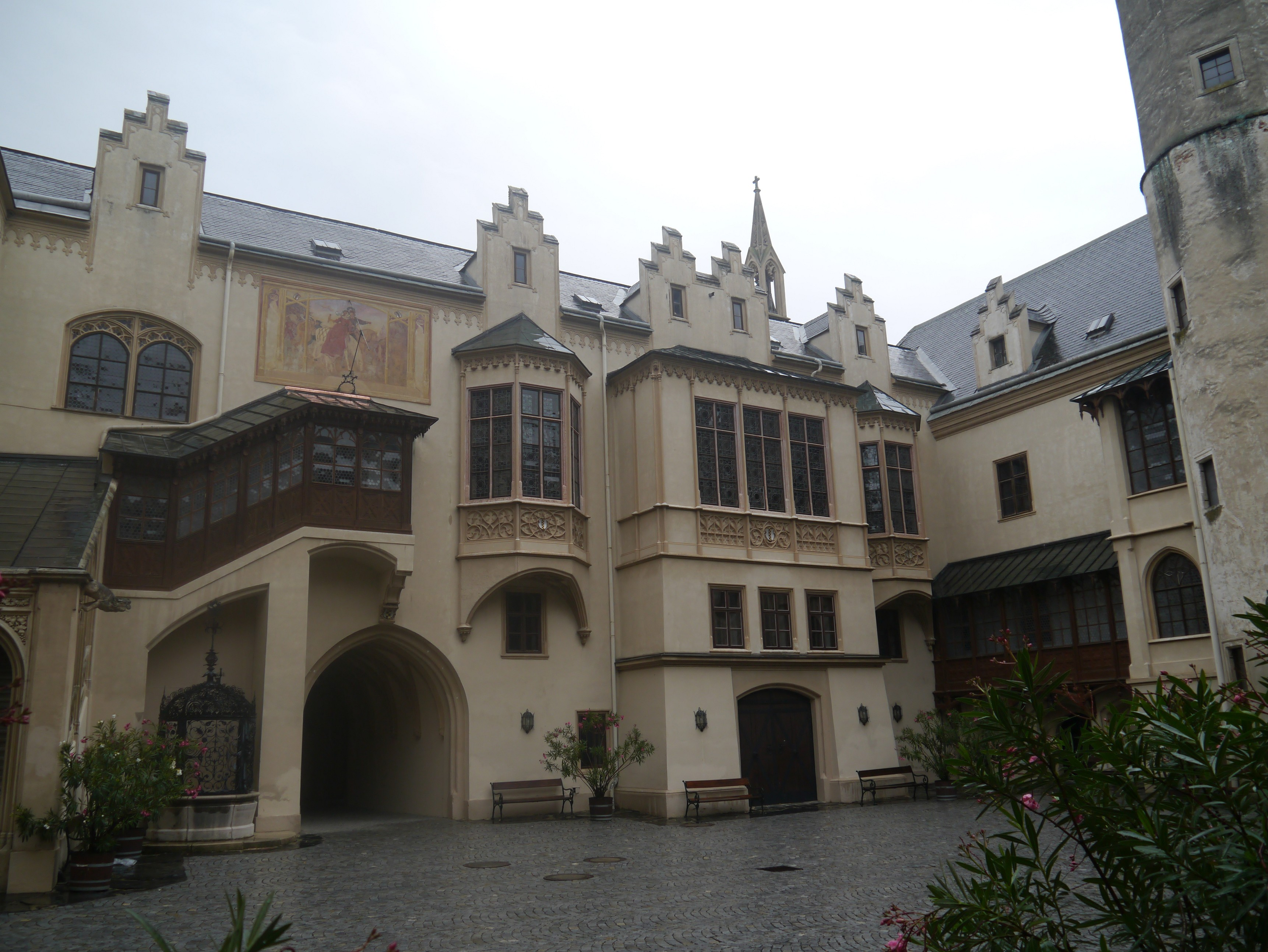
Внутренний двор замка